# Kaple svatého Marka (Příbor)
Kaple svatého Marka byla sakrální stavba, která stála v dolině u cesty mezi Příborem a Prchalovem, jenž je dnes přerušena dálnicí.

## Historie
Místo, kde kaple stála, bylo podle Gregora Wolného již odedávna nazýváno svatý Marek, neví se však proč. Při kopání měli místní obyvatelé roku 1616 objevit v zemi několik koster. Wolný uvádí hypotézu, že mohlo jít o příbořany, kteří uprchli kvůli moru roku 1585. Z toho důvodu zde měly být postaveny boží muka, ale později dřevěná kaple s oltářem, k níž městská rada získala povolení místního ordinariátu zde konat mše. U kaple měl bydlet poustevník, a k tomuto místu se na den sv. Marka a v křížové dny chodilo procesí. Kapli pobořila roku 1700 vichřice, takže ji vzápětí roku 1703 nechal David Josef Ignác Holub, farář příborský a děkan, postavit novou v kameni. Stavba byla dokončena roku 1713. V roce 1787 byla kaple společně s kaplí Jana Sarkandera (dnešní Armanka) zrušena a materiál byl použit k výstavbě zdi kolem kostela sv. Valentina. U kaple měl být roku 1743 postaven kamenný kříž, z něhož později zůstal pouze podstavec, na který roku 1900 postavili sochu Panny Marie manželé Arnold a Anna Peřinovi z Příbora. Dnes je socha značně poškozená.

### Vyobrazení

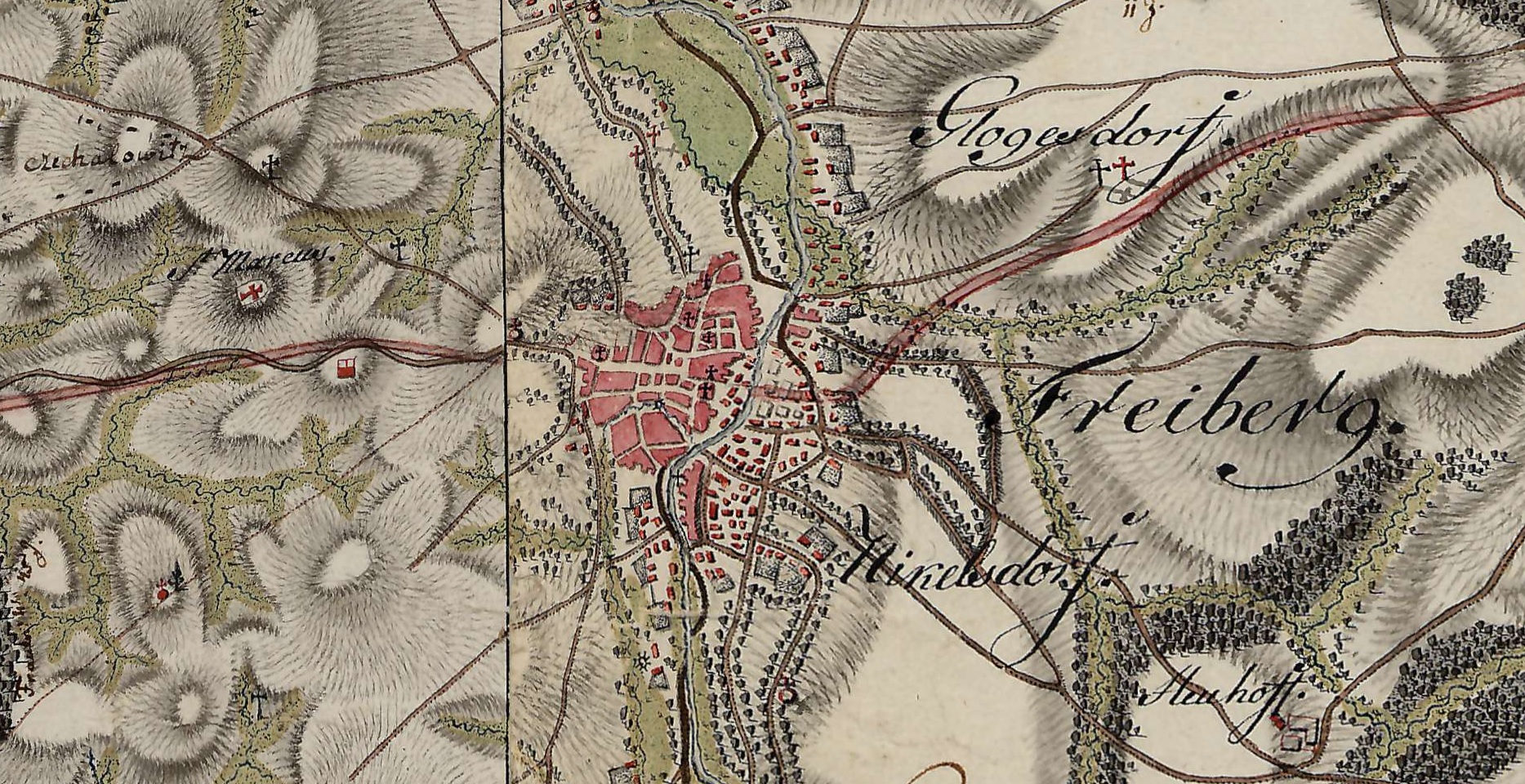
Kaple je zachycena na první vojenském mapování na západ od Příbora

Kaple je zachycena na prvním vojenském mapování a na vedutě Karla Ludvíka Chrámka z roku 1728. Chrámek zakreslil kapli jako stavbu o čtvercovém půdorysu s bání zakončenou věžičkou, kolem ohradní zeď a nějaké menší přístavky. V okolí jsou zachyceny kříž na druhé straně cesty a směrem k Příboru další kříž, boží muka a jižněji také popraviště.